# رودريك فلانغن
رودريك فلانغن (بالإنجليزية: Roderick Flanagan)‏ هو صحفي وشاعر أسترالي، ولد في 1 أبريل 1828، وتوفي في 13 مارس 1862.